# 당진 성상리 산성
당진 성상리 산성(唐津 城上里 山城)은 대한민국 충청남도 당진시 면천면에 있는 백제의 산성이다. 2004년 4월 10일 충청남도의 기념물 제162호로 지정되었다.

## 개요
당진에서 아미로를 거쳐 면천에 이르는 길과 삼거리가 만나는 나지막한 고개로 옛날에는 나무고개라 하였다. 나무고개 마로 옆에 몽산자락이 쭉 뻗어 내려오다 도들막하게 뭉친 표고 89m의 야산을 주민들이 테뫼산이라고 부르는데 이 산기슭에 있는 성터가 바로 성상리 산성이다.
이 성은 산을 깍아 만든 이른바 삭토법으로 축성된 성으로 과거 문헌에 따르면 면천읍성, 몽산성과 관련이 있을 것으로 보인다. 토성은 타원형의 평면으로 구릉의 정상부를 감싸듯 조성되어 있고 성벽은 내멱 1~1.5m, 외벽 4~5m, 둘레는 약 400m로 보고된 바 있다.

## 참고 자료
- 당진 성상리 산성 - 국가유산청 국가유산포털